# Kabinett De Gasperi II
Das Kabinett De Gasperi II regierte Italien vom 13. Juli 1946 bis zum 2. Februar 1947. Davor regierte das Kabinett De Gasperi I, danach das Kabinett De Gasperi III. Die Regierung von Ministerpräsident Alcide De Gasperi wurde von folgenden Parteien in der Verfassunggebenden Versammlung getragen:
- Democrazia Cristiana (DC)
- Partito Comunista Italiano (PCI)
- Partito Socialista Italiano di Unità Proletaria (PSIUP)
- Partito Repubblicano Italiano (PRI)

Das Kabinett De Gasperi II war die offiziell erste Regierung der auf Grund der Volksabstimmung vom 2. und 3. Juni 1946 ausgerufenen Republik Italien. Das Vorgängerkabinett blieb jedoch während der ersten Wochen der neuen Republik im Amt, bis die ebenfalls am 2. und 3. Juni gewählte Verfassunggebende Versammlung Enrico De Nicola zum vorläufigen Staatsoberhaupt wählte und dieser dann die neue Regierung vereidigte. Das Kabinett De Gasperi II trat Anfang Februar 1947 wegen einer Spaltung innerhalb der PSIUP zurück. Aus der PSIUP entstand die neue (alte) Sozialistische Partei PSI und die Sozialdemokratische Partei PSDI.
Die Regierungen De Gasperis, der als Ministerpräsident bis 1953 im Amt blieb, kümmerten sich nach dem Ende des Zweiten Weltkriegs vor allem um den Wiederaufbau des Landes, das bis zum Pariser Friedensvertrag vom 10. Februar 1947 unter alliierter Besatzung blieb.

## Minister

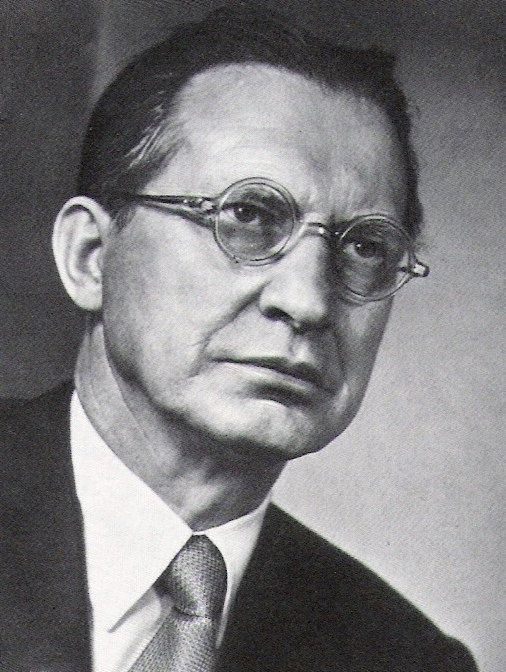
Alcide De Gasperi

| Ministerien                    | Name                                                                                       | Partei   |
| ------------------------------ | ------------------------------------------------------------------------------------------ | -------- |
| Ministerpräsident              | Alcide De Gasperi                                                                          | DC       |
| Äußeres                        | Alcide De Gasperi (bis 18. Oktober 1946) Pietro Nenni (ab 18. Oktober 1946)                | DC PSIUP |
| Inneres                        | Alcide De Gasperi                                                                          | DC       |
| Justiz                         | Fausto Gullo                                                                               | PCI      |
| Krieg                          | Cipriano Facchinetti                                                                       | PRI      |
| Marine                         | Giuseppe Micheli                                                                           | DC       |
| Luftfahrt                      | Mario Cingolani                                                                            | DC       |
| Finanzen                       | Mauro Scoccimarro                                                                          | PCI      |
| Schatz                         | Epicarmo Corbino(bis 18. September 1946) Giovanni Battista Bertone (ab 18. September 1946) | PLI DC   |
| Landwirtschaft                 | Antonio Segni                                                                              | DC       |
| Öffentliche Arbeiten           | Giuseppe Romita                                                                            | PSIUP    |
| Verkehr                        | Giacomo Ferrari                                                                            | PCI      |
| Industrie                      | Rodolfo Morandi                                                                            | PSIUP    |
| Außenhandel                    | Pietro Campilli                                                                            | DC       |
| Post                           | Mario Scelba                                                                               | DC       |
| Arbeit und Soziales            | Ludovico D’Aragona                                                                         | PSIUP    |
| Bildung                        | Guido Gonella                                                                              | DC       |
| Handelsmarine                  | Salvatore Aldisio                                                                          | DC       |
| Nachkriegshilfe                | Emilio Sereni                                                                              | PCI      |
| Italienisches Afrika           | Alcide De Gasperi                                                                          | DC       |
| Minister ohne Geschäftsbereich | Name                                                                                       | Partei   |
| Ministerratspräsidium          | Cino Macrelli                                                                              | DC       |
| Verfassunggebende Versammlung  | Pietro Nenni (bis 2. August 1946)                                                          | PSIUP    |